# Nederlands landskampioenschap 1892-1893
Al campionato parteciparono cinque squadre e il HFC vinse il titolo.

## Classifica finale
|   | Club               | G | V | N | P | GF | GS | Punti | DR  |                                       |
| - | ------------------ | - | - | - | - | -- | -- | ----- | --- | ------------------------------------- |
| 1 | Koninklijke HFC    | 5 | 3 | 2 | 0 | 23 | 7  | 8     | +16 |                                       |
| 2 | RAP                | 4 | 3 | 1 | 0 | 18 | 7  | 7     | +9  |                                       |
| 3 | HVV                | 6 | 3 | 1 | 2 | 11 | 13 | 7     | -2  |                                       |
| 4 | RC en VV Rotterdam | 6 | 2 | 2 | 2 | 8  | 11 | 6     | -3  | Non partecipò la stagione successiva. |
| 5 | Victoria Rotterdam | 7 | 0 | 0 | 7 | 5  | 27 | 0     | -18 |                                       |

G = Partite giocate; V = Vittorie; N = Nulle/Pareggi; P = Perse; GF = Goal fatti; GS = Goal subiti; DR = Differenza reti, PT = Punti
Titolo non riconosciuto ufficialmente a causa del diverso numero di partite giocate da ogni squadra.